# Robert Steegers
Robert Steegers (* 16. Dezember 1968 in Hüls) ist ein deutscher Schriftsteller und Literaturwissenschaftler.

## Leben und Werk
Robert Steegers studierte Germanistik, katholische Theologie, Philosophie und Pädagogik an der Universität Bonn. Dort wurde er 2006 mit einer Dissertation zum Spätwerk Heinrich Heines zum Dr. phil. promoviert.
1996 erschien der Gedichtband „Das Ende vom Lied“, für den Steegers 1997 mit dem Niederrheinischen Literaturpreis der Stadt Krefeld ausgezeichnet wurde. 1999 folgte ein gemeinsam mit dem Bonner Literaturwissenschaftler Norbert Oellers  verfasstes Buch über das Weimar der Goethezeit.
Nach beruflichen Stationen in der Erwachsenenbildung und Kulturvermittlung sowie im Wissenschaftsmanagement ist Steegers seit 2011 Geschäftsführer des Bonner Zentrums für Lehrerbildung an der Universität Bonn.

## Auszeichnungen
- 1997 Niederrheinischer Literaturpreis

## Werke
- Das Ende vom Lied, Sassafras, Krefeld 1996, ISBN 3-922690-65-3.
- Treffpunkt Weimar. Literatur und Leben zur Zeit Goethes, zus. m. Norbert Oellers, Reclam, Stuttgart 1999, ISBN 3-15-010449-1.
  - Koreanische Übersetzung: 바이마르 문학 기행(괴테시대의문학과삶), Paek Ui Publishing Co., Seoul 2000, ISBN  978-89-8026-075-1.
  - Polnische Übersetzung: Spotkajmy sie̜ w Weimarze : literatura i życie za czasów Goethego, Wydaynictwo Poznańskie, Poznań 2004, ISBN 83-7177-142-8.
- Heinrich Heines "Vitzliputzli". Sensualismus, Heilsgeschichte, Intertextualität, Metzler, Stuttgart und Weimar 2006, ISBN 978-3-476-02180-9.
- Weimar. Literatur und Leben zur Zeit Goethes (2., verbesserte Auflage von Treffpunkt Weimar), zus. m. Norbert Oellers, Reclam, Stuttgart 2009, ISBN 978-3-15-020182-4.
  - Unveränderte Neuauflage der 2. Auflage, Reclam, Stuttgart 2016, ISBN 978-3-15-020467-2.